# Pyrausta spiralis
Pyrausta spiralis là một loài bướm đêm trong họ Crambidae.